# Алдо Моро
Алдо Ромео Луиђи Моро (итал. Aldo Romeo Luigi Moro; Маље, 23. септембар 1916 — близина Рима, 9. маја 1978) био је италијански политичар и председник Савета министара (шеф владе) у два мандата (1963–1968) и (1974–1976).
Био је припадник лево оријентисаног крила унутар Хришћанске демократије и био је премијер Италије на врхунцу Хладног рата, када је Италија пролазила кроз тешке унутрашње немире и кризе са мафијом и екстремистичким групама, у периоду који је касније назван Оловне године. Са укупно 6 година на челу италијанске Владе је један од најдуговечнијих премијера након Другог светског рата. Док је био на власти спровео је значајне социо-економске реформе које су модернизовале Италију. Због познанства са Енриком Берлингвером, тада генералним секретаром Комунистичке партије Италије (PCI), током 1970-их је ушао у такозвани Историјски компромис са Комунистичком партијом, и био је на прагу формирања велике владајуће коалиције.
На путу до италијанског парламента, где је требао да направи Владу коју би по први пут подржала и Италијанска комунистичка партија, киднапован је 16. марта 1978. од стране Црвених бригада, комунистичке терористичке организације у Италији, која га је након 55 дана заточеништва 9. маја 1978. и убила. Судећи по закључцима до којих су дошли истраживачи тероризма на Апенинском полуострву, британски Гардијан, као и италијански новинар Мино Пекорели, познати аутор прве медијске истраге овог напада у Европи, који је и сам убијен годину дана након Мора, у атентат Алда Мора су, поред политичких и криминалних елемената из Италије, потенцијално уплетене и Америчке и Совјетске тајне службе. Директни учесници у Моровом убиству, Просперо Галинари и Марио Морети су осуђени на доживотну затворску казну, али су током краја деведесетих условно пуштени.
Данас се Моро сматра једним од оснивача савременог левог центра у Италији, као и једним од најпопуларнијих и најбољих италијанских лидера.

## Политичка каријера
Као члан Хришћанске демократије био је изабран 1946. године у Конституанту (Уставотворну скупштину), а од 1948. године посланик је у Представничком дому парламента Републике Италије. Био је професор казненог поступка на универзитету у Барију, а затим (до смрти) на римском универзитету. Сматра се најозбиљнијим послератним италијанским политичаром.
Био је председник парламентарне групе Хришћанске демократије, министар правде (1955–1957), министар просвете (1957–1959), секретар Демохришћанске странке (1959–1964), председник коалиционих влада левог центра - демохришћани, социјалдемократи, републиканци, социјалисти - (1963–1968), министар спољних послова (1969–1972 и 1973–1974), те поново председник владе (1974–1976). Председник Хришћанске демократије постао је 1976. године. Заговарао је сарадњу демохришћана са социјалистима и комунистима.
Као председник Демохришћанске странке отет је 16. марта 1978. године од стране припадника Црвених бригада, која му је организовала суђење и у име народног суда осудила га на смрт. Убијен је, а његово тело пронађено је у пртљажнику аутомобила у Риму. Био је један од протагониста модернијих политичких савеза у Италији, а на међународном плану присталица добросуседских односа с тадашњом СФР Југославијом.

## Отмица
У рано јутро 16. марта 1978, првак италијанске Демохришћанске странке и бивши премијер Алдо Моро, из своје је куће кренуо у Парламент како би формирао нову владу, први пут темељену на историјском споразуму демохришћана и све јачих комуниста. Није далеко стигао: у војнички прецизној акцији, пет Морових телесних чувара убијено је за мање од минута, а сам Моро је отет и одведен у непознатом правцу.
Већ сутрадан, остављена је порука Црвених бригада, екстремне левичарске организације, у којој је објашњено како та терористичка организација преузима одговорност за отмицу. Као доказ да је отети политичар жив, послана је фотографија на којој је био Моро, а иза њега је јасно могао да се види застор са заставом Црвених бригада. Италија је била на ногама. Године 1990. у једном миланском стану, који је био база Црвених бригада у време отмице, случајно је нађено склониште с више од 400 фотокопија писама за која је утврђено да су писана Моровом руком у време заточеништва. Тај је налаз променио поглед на цео догађај.
Црвене су бригаде након отмице у више наврата слале своје захтеве влади, уцењујући је Моровим животом. Међутим, владајући демохришћани упорно су одбијали преговоре. Данас се сумња да је била посреди урота, у коју су били уплетени не само највиши италијански политички функционери, већ чак и неке стране организације, попут ЦИА-е, те италијанска тајна антикомунистичка организација Гладио, којима никако није одговарала Морова политика дијалога с комунистима. Тако су Црвене бригаде, које су у нагодби виделе опасност отупљивања оштрице радничког покрета, заправо несвесно послужиле као инструмент својих противника. Било како било, званична је Италија занемаривала све озбиљније претње терориста да ће Моро, ако се не приступи преговорима, бити ликвидиран. На Морове поруке из заточеништва, у којима преклиње своје колеге и пријатеље демохришћане за спас, влада је одговорила ангажујући психопатолога Франка Феракутија, који је изјавио да Моро пати од стокхолмског синдрома, прихватања назора отмичара. Треба знати да ни један демохришћанин никад није јавно изразио сумњу у ову спорну тврдњу. Намера је била очита: дискредитовати Мора у очима јавности.

Ујутро 9. маја срамотна владина политика уродила је трагичним плодом: Алдо Моро је нађен мртав у колима, у римској улици Каитани, која је, симболично, на пола пута између штаба демохришћана и комуниста. Убица Просперо Галинари, терорист, извршилац који је с једанаест метака устрелио Мора, касније је ухапшен и осуђен. Неколико дана пре смрти Алдо Моро упутио је бившим пријатељима који су га напустили следећу поруку: 
Ако ништа не предузмете, ова ће страница у историји Италије бити исписана крвавим словима. Моја крв, попрскаће вас, странку и народ.